# Lítio-4
Lítio-4 contém três prótons e um nêutron. Este é o isótopo que teve o mais curto tempo de vida conhecido de lítio. Ele decai por emissão de prótons para o hélio-3 com meia-vida de cerca de 10-23 segundos. Lítio-4 pode ser formado como um intermediário, em algumas reações de fusão nuclear.